# Teorie sui contatti transoceanici precolombiani

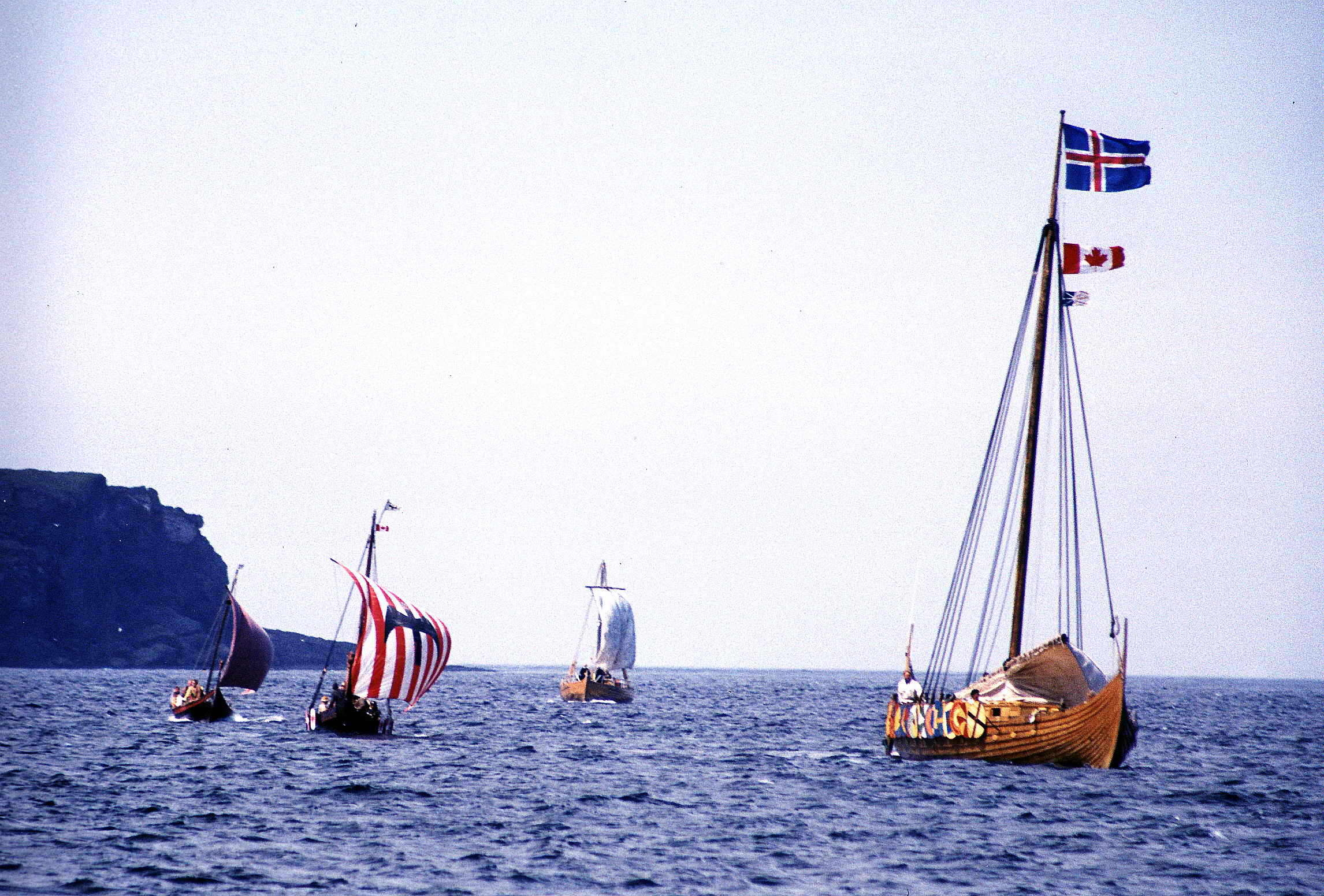
Rievocazione storica di un attracco vichingo a L'Anse aux Meadows

Le teorie sui contatti transoceanici precolombiani riguardano le visite o le interazioni con le Americhe e/o i popoli indigeni delle Americhe da parte di persone provenienti da Africa, Asia, Europa o Oceania prima del primo viaggio di Colombo ai Caraibi nel 1492. Tale contatto è generalmente accettato come avvenuto nella preistoria, ma è stato oggetto di accesi dibattiti per quanto riguarda il periodo storico.
Due casi storici di contatto precolombiano sono accettati dal mondo scientifico e accademico: l'insediamento norvegese in Groenlandia e quello de L'Anse aux Meadows a Terranova e Labrador circa 500 anni prima di Cristoforo Colombo.
Le risposte scientifiche e accademiche ad altre affermazioni post-preistoriche precolombiane di contatto sono state diverse. Alcune di queste affermazioni sono tratte da fonti affidabili sottoposte a revisione paritaria. Altre, tipicamente basate su interpretazioni circostanziali e ambigue di reperti archeologici, confronti culturali, commenti di documenti storici e resoconti narrativi, sono state archiviate come scienza di confine o pseudoarcheologia.

## Contatti transoceanici norreni

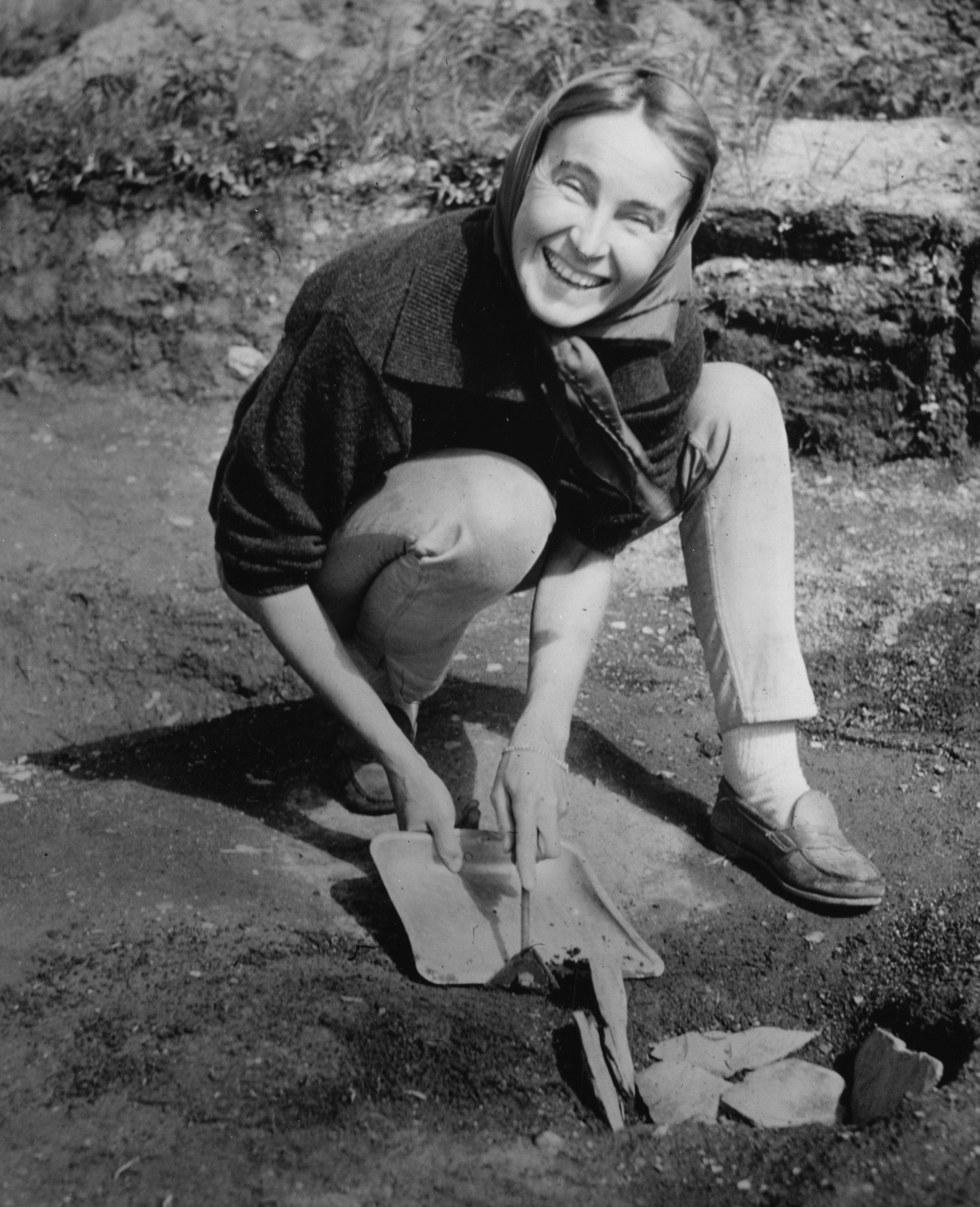
La co-scopritrice Anne Stine Ingstad esamina i resti di un fuoco a L'Anse aux Meadows nel 1963

Alcuni viaggi di Vichinghi in Groenlandia e in Canada sono documentati da prove storiche e archeologiche. Una colonia norrena in Groenlandia fu fondata alla fine del X secolo e durò fino alla metà del XV, con assemblee di corte e parlamento ("Thing") a Brattahlíð e un vescovo a Garðar. Resti di un insediamento norreno a L'Anse aux Meadows a Terranova, Canada, vennero scoperti nel 1960 e sono stati datati intorno all'anno 1000 (stima datazione carbonio 990-1050). L'Anse aux Meadows è l'unico sito ampiamente accettato come prova del contatto transoceanico precolombiano. È stato nominato patrimonio dell'umanità dall'UNESCO nel 1978. È anche degno di nota per la sua possibile connessione con la tentata colonia di Vinland da parte di Leif Erikson nello stesso periodo o, più in generale, con la colonizzazione vichinga dell'America.
Poche sono le fonti che descrivono il contatto tra popoli indigeni e popolazione nordica. È noto il contatto tra i Thule (antenati degli attuali Inuit) e i norreni tra il XII e il XIII secolo. I norreni groenlandesi chiamarono questi coloni in arrivo "skræling". Il conflitto tra i groenlandesi e gli "skrælings" è registrato negli "Annali islandesi". Il termine skrælings è anche usato nelle saghe di Vínland, che si riferiscono agli eventi del X secolo, quando descrivevano il commercio e il conflitto con i popoli nativi.

## Affermazioni di contatti polinesiani

### Affermazione riguardante le patate dolci
La patata dolce, che è originaria delle Americhe, era diffusa in Polinesia quando gli europei arrivarono per la prima volta nel Pacifico. Essa è stata datata, al radiocarbonio, nelle Isole Cook, all'anno 1000 e attualmente si pensa che sia stata importata nella Polinesia centrale intorno al 700 e da lì diffusa nell'intera Polinesia. Si è detto che fu portata da polinesiani che erano andati e ritornati dal Sud America, o che i sudamericani la portarono nel Pacifico. È possibile che la pianta possa aver galleggiato attraverso l'oceano dopo esser caduta in mare dal carico di una barca. L'analisi filogenetica supporta l'ipotesi di almeno due introduzioni separate di patate dolci dal Sud America alla Polinesia, tra cui una prima e una dopo il contatto europeo.

### Affermazioni riguardanti le mummie peruviane
Un gruppo di accademici dell'Università di York e di BioArch, che fecero degli studi sulle mummie, mentre esaminava una mummia peruviana al Bolton Museum, trovò che era stata imbalsamata usando una resina vegetale. Prima di allora si pensava che le mummie peruviane fossero conservate naturalmente. La resina trovata era quella di un'Araucaria conifera, correlata all'Araucaria araucana e proveniva da una varietà trovata solo in Oceania e probabilmente in Nuova Guinea. "La datazione al radiocarbonio sia della resina che del corpo, da parte dal laboratorio radiocarbonio dell'Università di Oxford, ha confermato che erano essenzialmente contemporanei e risalivano a circa il 1200".

### Affermazioni che coinvolgono le canoe californiane

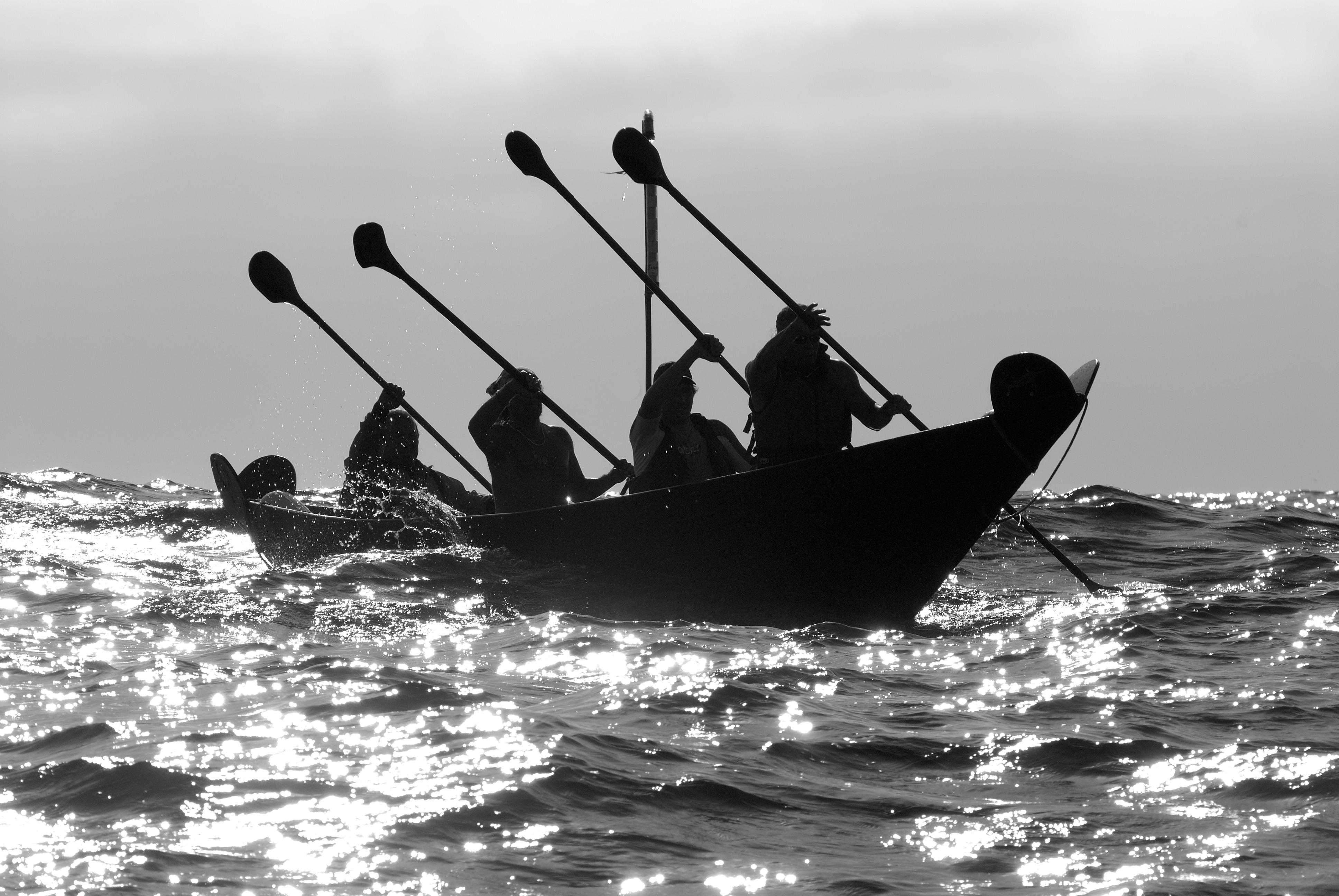
‘Elye’wun, una replica di barca Chumash

Alcuni ricercatori, tra cui Kathryn Klar e Terry Jones, hanno proposto una teoria del contatto tra gli hawaiani e i Chumash del sud della California tra il 400 e l'800. Le canoe a doghe costruite dai Chumash e dai vicini Tongva sono uniche tra le popolazioni indigene del Nord America, ma simili nel disegno alle più grandi canoe usate dai polinesiani per i viaggi in acque profonde. Tomolo'o, il termine della lingua chumash per indicare tale manufatto, può derivare da kumula'au, termine hawaiano per indicare i tronchi da cui i maestri d'ascia traggono assi per costruire le canoe. Il termine analogo dei Tongva, tii'at, non è correlato. Anche se si fosse verificato, questo contatto non ha lasciato eredità genetiche in California o nelle Hawaii. Questa teoria ha attirato un'attenzione limitata da parte dei media all'interno della California, ma la maggior parte degli archeologi delle culture Tongva e Chumash la respinge sulla base del fatto che lo sviluppo indipendente della canoa della tavola cucita per diversi secoli è ben rappresentata nella documentazione.

### Affermazioni che coinvolgono i polli
L'esistenza, in Cile, di ossa di pollo relative ad un periodo tra il 1321 e il 1407 e che si ritiene siano geneticamente collegate alle varietà locali di polli delle isole del Pacifico del Sud ha suggerito ulteriori prove del contatto tra il Sud Pacifico e il Sud America. Il legame genetico tra le ossa dei polli dei sudamericani Mapuche (a cui si pensava che i polli appartenessero originariamente) e quelli delle specie delle isole del Sud Pacifico è stata respinta da uno studio genetico più recente che ha concluso che "L'analisi di esemplari antichi e moderni rivela una firma genetica polinesiana unica" e che "una connessione precedentemente segnalata tra il Sud America pre-europeo e i polinesiani molto probabilmente derivava dalla contaminazione con il moderno DNA, e che questo problema potrebbe confondere gli antichi studi sul DNA che coinvolgono sequenze di pollo di aplogruppo E".
Negli ultimi anni sono emerse prove che suggeriscono una possibilità di contatto precolombiano tra i Mapuche (araucani) del centro-sud Cile ed i polinesiani. Le ossa di pollo trovate nel sito El Arenal nella regione storica dell'Araucanía, un'area abitata da Mapuche, fanno pensare ad un'introduzione precolombiana di pollo araucana in Sud America. Le ossa trovate in Cile sono state datate al radiocarbonio tra il 1304 e il 1424, prima dell'arrivo degli spagnoli. Le sequenze di DNA di pollo sono state abbinate a quelle dei polli presenti nelle Samoa Americane e a Tonga, dissimili dal pollo europeo. Tuttavia, un articolo successivo, nella stessa rivista, che esaminava lo stesso mtDNA concluse che i campioni di esemplari di pollo cileni con le stesse sequenze subcontinentali/sud-est asiatiche/europee, non forniscono alcun supporto che possa far pensare ad un'introduzione di polli polinesiani in Sud America.

### Linguistica

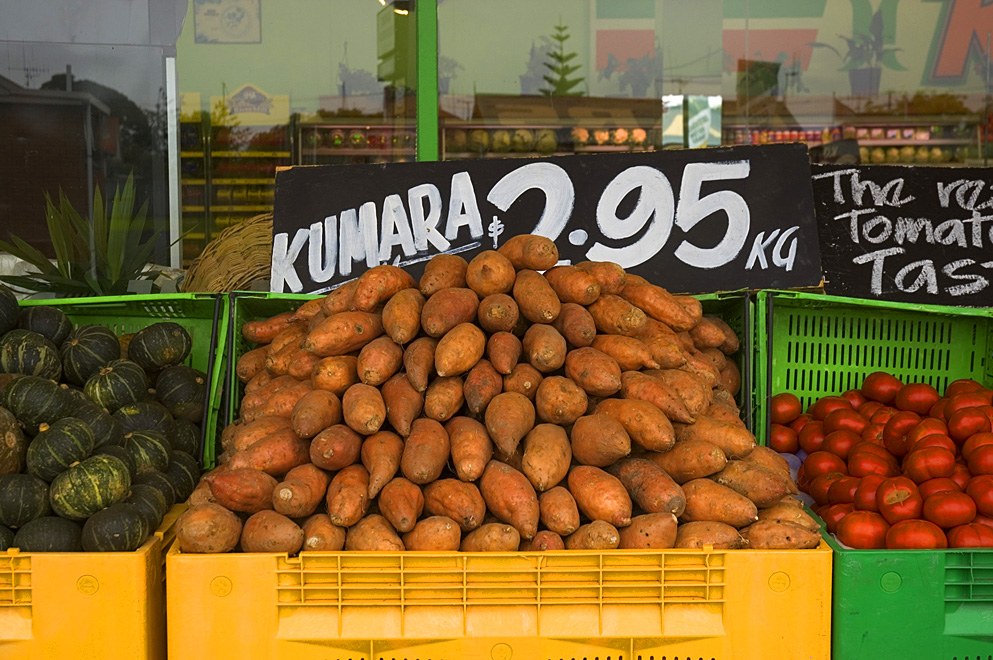
Patate dolci in vendita a Thames, Nuova Zelanda. Il nome "kumara" è entrato a far parte dell'inglese neozelandese dal Māori, ed è ampiamente usato.

Linguisti olandesi e specialisti in lingue native americane, come Willem Adelaar e Pieter Muysken, hanno suggerito che due elementi lessicali possono essere condivisi dalle lingue polinesiane e quelle del Sud America. Uno è il nome della patata dolce che è stata addomesticata nel Nuovo Mondo. Il termine kumala della lingua proto-polinesiaca, (comparato a kumara delle lingue native americane dell'Isola di Pasqua, ʻuala della lingua hawaiana, kumāra della lingua māori, che sembrano essere apparentemente affini al polinesiano orientale e potrebbero essere collegate a questa lingua, mettono in discussione lo status e l'età proto-polinesiana) potrebbero essere collegate al quechua e all'aymara k’umar ~ k’umara. Un secondo possibile è la parola ascia di pietra, toki nell'Isola di Pasqua, toki 'adze' in maori della Nuova Zelanda, toki in Mapuche e più distante, 'ascia' totoki in lingua yurumangui. Secondo Adelaar e Muysken, la somiglianza nella parola "patata dolce" costituisce quasi una prova di contatto accidentale tra abitanti della regione andina e del Pacifico meridionale, anche se secondo loro la parola ascia non è così convincente. Gli autori sostengono che la presenza della parola "patata dolce" suggerisce un contatto sporadico tra la Polinesia e il Sud America, ma nessuna migrazione.

### Somiglianze caratteristiche e genetiche

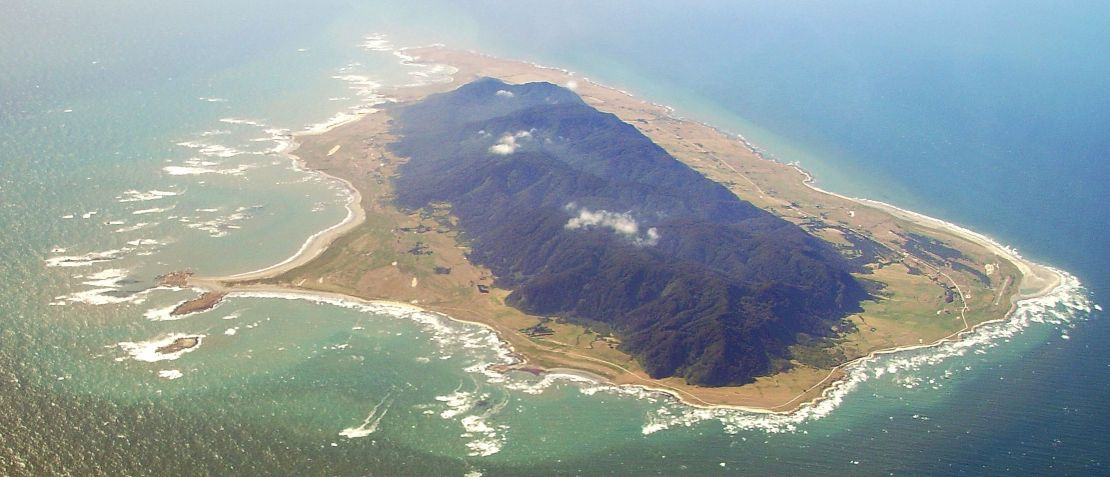
Isola Mocha al largo delle costa della penisola Arauco in Cile

Nel dicembre 2007 sono stati ritrovati diversi teschi umani in un museo a Concepción. Questi teschi provenivano dall'isola Mocha, appena al largo della costa del Cile nell'Oceano Pacifico, precedentemente abitata dai Mapuche. Analisi craniometriche dei teschi, secondo Lisa Matisoo-Smith dell'Università di Otago e José Miguel Ramírez Aliaga dell'Università di Valparaíso, suggeriscono che i teschi abbiano "caratteristiche polinesiane" - come una forma pentagonale vista da dietro e le mascelle a bilanciere.
Dal 2007 al 2009, il genetista Erik Thorsby e alcuni suoi colleghi pubblicarono due studi su Tissue Antigens che dimostravano un contributo genetico amerindo alla popolazione dell'Isola di Pasqua, determinando che probabilmente era stata introdotta prima della scoperta europea dell'isola.
Nel 2014, la genetista Anna-Sapfo Malaspinas del Centro per la geogenetica dell'Università di Copenaghen ha pubblicato uno studio su Current Biology secondo il quale esistono prove genetiche umane di contatto tra le popolazioni dell'Isola di Pasqua e il Sud America, circa 600 anni fa (cioè intorno al 1400 ± 100 anni).
Alcuni resti umani appartenenti all'ormai estinto popolo Aimoré/Botocudo, che viveva all'interno del Brasile, sono stati trovati in una ricerca pubblicata nel 2013 come appartenenti all'aplogruppo mtDNA B (B4a1a1), che si trova normalmente solo tra polinesiani e altri sottogruppi di austronesiani. Questa analisi era basata sullo studio di quattordici teschi. Due appartenevano al B4a1a1 (mentre dodici appartenevano a sottocladi di mtDNA C1 comuni tra i nativi americani). Il gruppo di ricerca ha esaminato vari scenari, nessuno dei quali poteva essere considerato corretto. Respinse uno scenario di contatto diretto nella preistoria tra Polinesia e Brasile come "troppo improbabile per essere seriamente considerato". Mentre il B4a1a1 si trova anche tra i malgasci del Madagascar (che ebbero un significativo insediamento austronesiano nella preistoria), gli autori hanno descritto come suggerimenti "fantasiosi" quelli che il B4a1a1 tra i Botocudo derivasse dal commercio degli schiavi africani (compresi quelli provenienti dal Madagascar).
Uno studio genetico, pubblicato su "Nature" nel luglio 2015, ha dichiarato che "alcuni  nativi americani amazzonici discendono in parte da una ... popolazione fondatrice che aveva antenati più strettamente legati agli indigeni australiani, della Nuova Guinea e delle isole Andamane rispetto a qualsiasi popolo odierno dell'Eurasia o nativo americano". Alcuni autori, compreso David Reich, hanno aggiunto: "Questo elemento non è presente nella stessa misura, o del tutto, negli attuali Nord e Centro Americani o nel genoma ~ vecchio di 12.600 anni - associato alla cultura Clovis, che suggerisce un insieme più diversificato di popolazioni fondatrici delle Americhe rispetto a quanto precedentemente accettato." Ciò sembra in conflitto con un articolo pubblicato all'incirca contemporaneamente su "Science" che adotta la precedente prospettiva di consenso. Gli antenati di tutti i nativi americani entrarono nelle Americhe come un'unica ondata migratoria dalla Siberia non prima di ~ 23 ka, separati dagli Inuit e diversificati in rami "nordici" e "meridionali" di nativi americani ~ e 13 ka. Esistono prove del flusso genico post-divergenza tra alcuni nativi americani e gruppi relativi agli asiatici orientali/inuit e australo-melanesiani.

## Affermazione di contatti con l'Asia orientale

### Affermazione di contatti con l'Alaska
Culture simili di popoli separati dallo Stretto di Bering si trovano sia in Siberia che in Alaska e fanno pensare a viaggi umani tra le due sponde da quando si formò lo stretto. Dopo che i paleoamericani arrivarono durante l'era glaciale e iniziarono l'insediamento nelle Americhe, una seconda ondata di persone dall'Asia arrivò in Alaska verso l'8000 a.C. Questi popoli di "lingue na-dene", che condividono molte somiglianze linguistiche e genetiche che non si trovano in altre parti delle Americhe, popolavano l'estremo nord delle Americhe e lo resero sud del sud-ovest precolombiano del Nord America. Entro il 4000 a.C., è teorizzato che i popoli "Eskimo" cominciarono ad arrivare nelle Americhe dalla Siberia. Le tribù "eschimesi" vivono oggi sia in Asia che in Nord America e ci sono molte prove che vivessero in Asia anche in epoca preistorica.
I manufatti in bronzo scoperti in una casa, vecchia di 1.000 anni, in Alaska suggeriscono il commercio precolombiano. La lavorazione del bronzo non era ancora stata sviluppata in Alaska e suggeriva che il bronzo provenisse dalla vicina Asia, forse dalla Cina, dalla Corea o dalla Russia. Inoltre all'interno della casa sono stati trovati resti di manufatti di ossidiana, che hanno una firma chimica che indica la provenienza dalla valle del fiume Anadyr in Russia.

### Affermazione di contatti con l'Ecuador
Uno studio genetico del 2013 suggerisce la possibilità di contatto tra Ecuador e Asia orientale. Lo studio sostiene che il contatto potrebbe essere stato transoceanico o una migrazione costiera in fase avanzata che non ha lasciato impronte genetiche in Nord America. Questo contatto potrebbe spiegare la presunta somiglianza tra la ceramica della cultura di Valdivia dell'Ecuador e la cultura Jōmon dell'Asia nord-orientale.

### Affermazione di contatti con la Cina

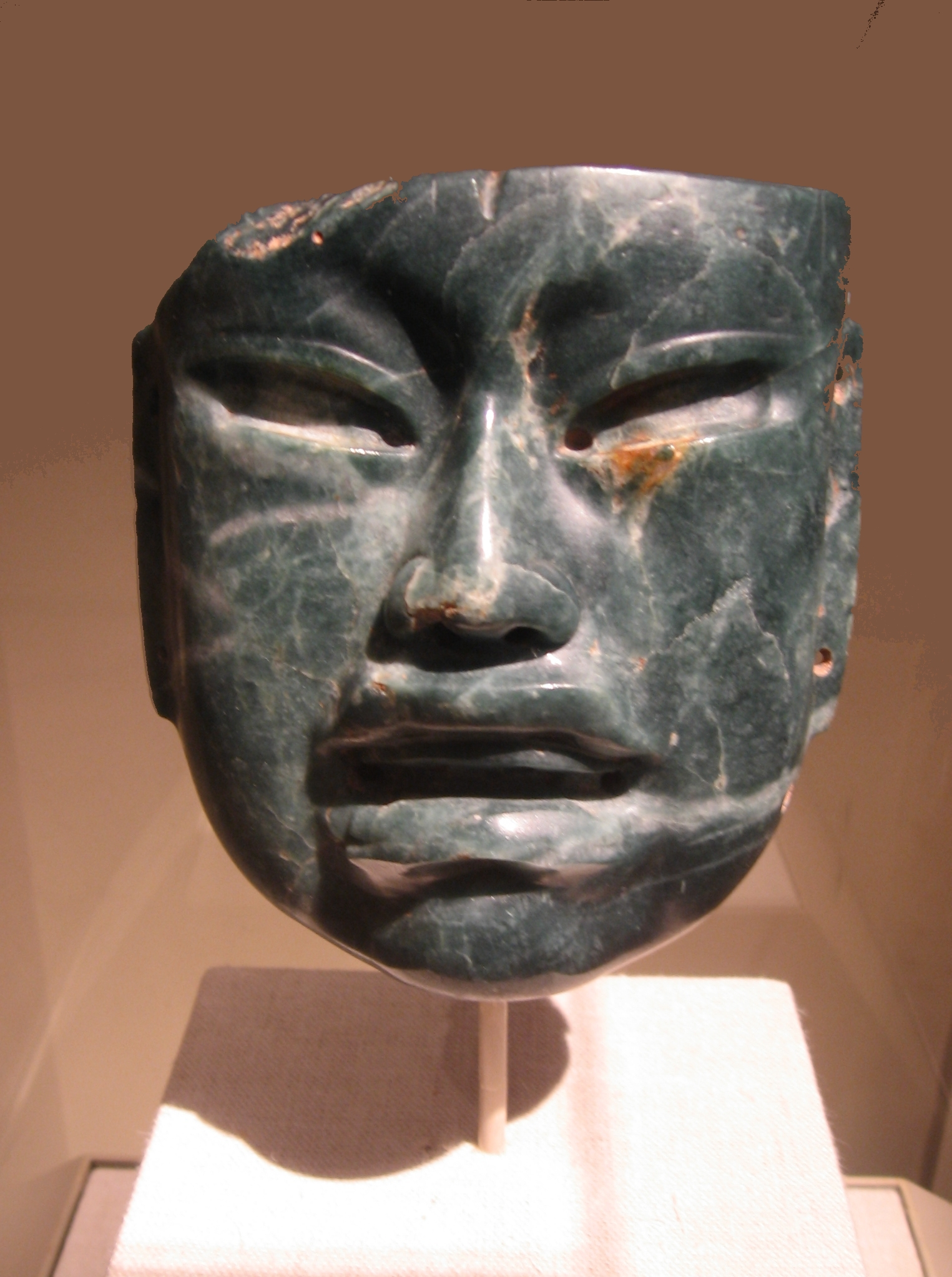
Maschera olmeca di giada dell'America centrale

Gordon Ekholm, che è stato un eminente archeologo e curatore all'American Museum of Natural History, ha suggerito che lo stile artistico Olmeco potrebbe aver avuto origine nell'età del bronzo in Cina.
Altri ricercatori hanno sostenuto che la civiltà olmeca è nata con l'aiuto di rifugiati cinesi, in particolare alla fine della dinastia Shang. Nel 1975, Betty Meggers dello Smithsonian Institution sostenne che la civiltà olmeca ebbe origine a causa delle influenze cinesi Shang intorno al 1200 a.C. In un libro del 1996, Mike Xu e Chen Hanping, sostennero che gli oggetti celtici trovati a La Venta avevano caratteristiche cinesi. Queste affermazioni non sono supportate dai principali ricercatori mesoamericani.
Sono state fatte altre affermazioni sui primi contatti con il Nord America.
Nel 1882 alcuni manufatti identificati all'epoca come monete cinesi furono scoperti nella Columbia Britannica. Un resoconto contemporaneo affermava che:
(Jamese Dean, The American naturalist, 1884)
 Nel 1885, venne scoperto un vaso contenente dischetti simili, avvolto dalle radici di un albero di circa 300 anni prima. Grant Keddie, curatore di archeologia presso il Royal BC Museum, esaminò una fotografia degli anni 1940 di una moneta di Cassiar (che ora non si sa dove sia) e credette che lo stile e l'evidenza che fosse stata macinata a macchina, mostravano che si trattava di una copia del XIX secolo di un gettone con il simbolo di un tempio della dinastia Ming.
Un gruppo di missionari buddisti cinesi guidato da Hui Shen affermò di aver visitato, prima del 500, un luogo chiamato Fusang. Sebbene i cartografi cinesi abbiano collocato questo territorio sulla costa asiatica, altri hanno suggerito, già negli anni 1800, che il Fusang potrebbe essere stato il Nord America, a causa delle somiglianze percepite tra parti della costa californiana e Fusang come raffigurato in fonti asiatiche.
Nel suo libro 1421: The Year China Discovered the World, l'autore britannico Gavin Menzies fece la controversa affermazione che la flotta di Zheng He era arrivata in America nel 1421. Gli storici professionisti sostengono che Zheng He raggiunse la costa orientale dell'Africa e respingono l'ipotesi di Menzies dichiarandola completamente senza prove.
Nel 1973 e nel 1975 furono scoperte pietre a forma di ciambella al largo della costa della California che ricordavano le ancore di pietra usate dai pescatori cinesi. Queste (a volte chiamate "pietre di Palos Verdes") inizialmente si pensava fossero vecchie fino a 1500 anni e quindi la prova di contatti precolombiani da parte di marinai cinesi. In seguito indagini geologiche mostrarono che erano una roccia locale nota come formazioni di Monterey, e si pensa che siano state usate dai coloni cinesi che pescavano al largo della costa nel XIX secolo.
Nel giugno 2016, l'Università Purdue ha pubblicato i risultati di una ricerca su sei manufatti metallici e in metallo composito scavati da un tardo contesto archeologico preistorico a Capo Espenberg sulla costa settentrionale della penisola di Seward in Alaska. Nel gruppo di ricerca erano presenti Robert J. Speakman, del Center for Applied Isotope Studies presso Università della Georgia e Victor Mair, ordinario di Lingue e civiltà dell'Asia orientale presso l'Università della Pennsylvania. Il rapporto è la prima prova che il metallo dall'Asia ha raggiunto il Nord America preistorico prima del contatto con gli europei, affermando che la fluorescenza ai raggi X ha identificato due di questi manufatti come leghe industriali fuse con grandi proporzioni di stagno e piombo. La presenza di leghe di fusione in un contesto Inuit preistorico nel nord-ovest dell'Alaska è stata dimostrata per la prima volta e indica il movimento del metallo eurasiatico attraverso lo Stretto di Bering nel Nord America prima di un contatto prolungato con gli europei.
(H. Kory Cooper, professore associato di antropologia.)

### Affermazione di contatti con il Giappone

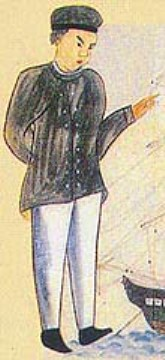
Otokichi, naufrago giapponese in America nel 1834, in un dipinto del 1849

L'archeologa smithsoniana Betty Meggers scrisse che la ceramica associata alla cultura di Valdivia dell'Ecuador costiero, datata al 3000-1500 a.C., esibiva similitudini con le ceramiche prodotte durante il periodo Jōmon in Giappone, sostenendo che il contatto tra le due culture potrebbe spiegarne le somiglianze. La cronologia e altri problemi hanno portato la maggior parte degli archeologi a respingere questa ipotesi come non plausibile. Si è detto che le somiglianze (che non sono complete) sono semplicemente dovute al numero limitato di disegni possibili quando si incide l'argilla.
L'antropologa dell'Alaska, Nancy Yaw Davis, afferma che il popolo Zuñi del Nuovo Messico presenta somiglianze linguistiche e culturali con i giapponesi. La lingua zuni è una lingua isolata, e Davis sostiene che la cultura sembra differire da quella dei nativi circostanti in termini di gruppo sanguigno, malattie endemiche e religione. Tuttavia ipotizza che monaci buddisti o contadini provenienti dal Giappone possano aver attraversato il Pacifico nel XIII secolo, viaggiato nel sud-ovest americano, e influenzato la società Zuni.
Negli anni 1890, l'avvocato e politico James Wickersham sostenne che il contatto precolombiano tra marinai giapponesi e nativi americani sarebbe altamente probabile, dato che dagli inizi del XVII secolo alla metà del XIX diverse dozzine di navi giapponesi vennero portate dall'Asia al Nord America dalle potenti correnti Kuroshio. Tali navi andarono dalle isole Aleutine a nord al Messico a sud, trasportando un totale di 293 persone nei 23 casi in cui le fonti sono registrate in documenti storici. Nella maggior parte dei casi, i marinai giapponesi fecero gradualmente ritorno a casa su navi mercantili. Nel 1834 una nave giapponese senza timone si schiantò vicino a Capo Flattery. Tre sopravvissuti vennero ridotti in schiavitù dal popolo Makah per un certo periodo prima di essere salvati dai membri della Compagnia della Baia di Hudson, ma non furono mai in grado di tornare in patria a causa della politica isolazionista del Giappone. Un'altra nave giapponese si schiantò, nel 1850, vicino alla foce del fiume Columbia, scrive Wickersham, e i marinai furono assimilati nella popolazione locale dei nativi americani. Mentre ammetteva che non c'erano prove definitive di contatti precolombiani tra il Giappone e il Nord America, Wickersham pensò che non fosse plausibile che tali contatti, come sopra descritti, fossero iniziati solo dopo che gli europei arrivarono in Nord America.

## Affermazione di contatti con l'India
Nel 1879, Alexander Cunningham descrisse le iscrizioni sullo Stupa di Bharhut come risalenti a circa il 200 a.C. In esse erano rappresentati alcuni frutti di Annona squamosa. Egli non sapeva che i botanici credevano che questa pianta fosse indigena solo delle Americhe, ma altri rapidamente ne evidenziarono la difficoltà, poiché si riteneva generalmente che la pianta non fosse stata portata in India prima della scoperta della rotta marina da parte di Vasco da Gama nel 1498. Questo suggerimento è stato generalmente ignorato, ma uno studio del 2009 ha affermato che sono stati trovati resti carbonizzati della pianta che risalgono al 2000 a.C.

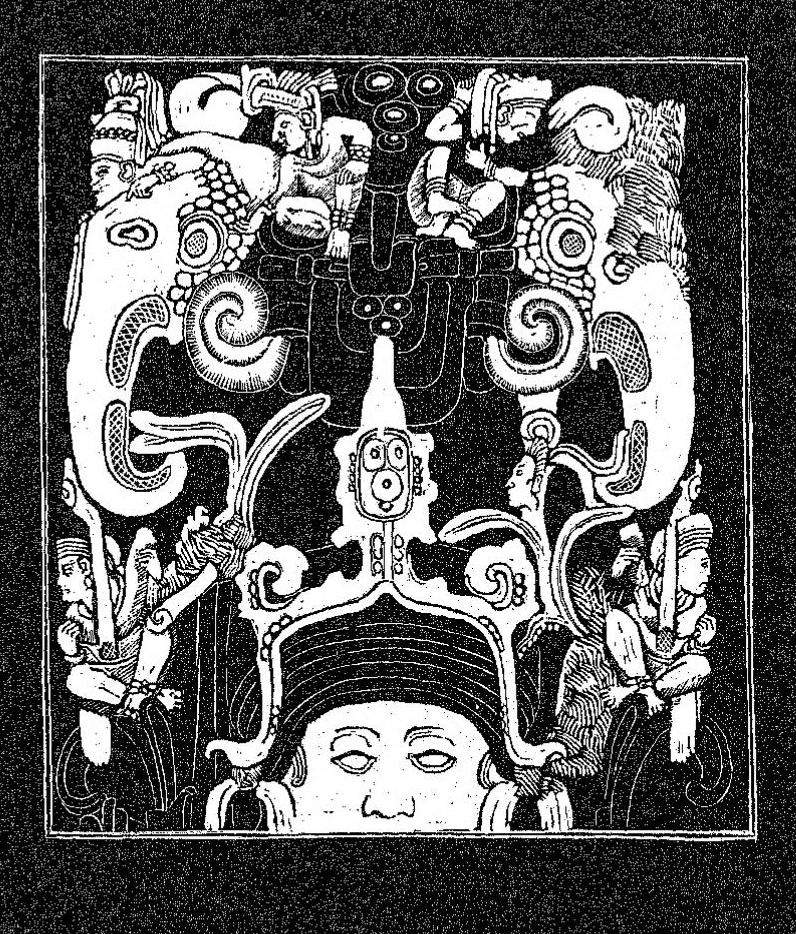
Dettagli della stele B di Copán evidenziati da Grafton Smith

Grafton Elliot Smith affermò che alcuni dettagli nelle stele maya di Copán rappresentavano un elefante asiatico e scrisse Elephants and Ethnologists, un libro sull'argomento nel 1924. Gli archeologi contemporanei suggerirono che fosse un tapiro e le sue ipotesi furono generalmente respinte dalle ricerche successive.

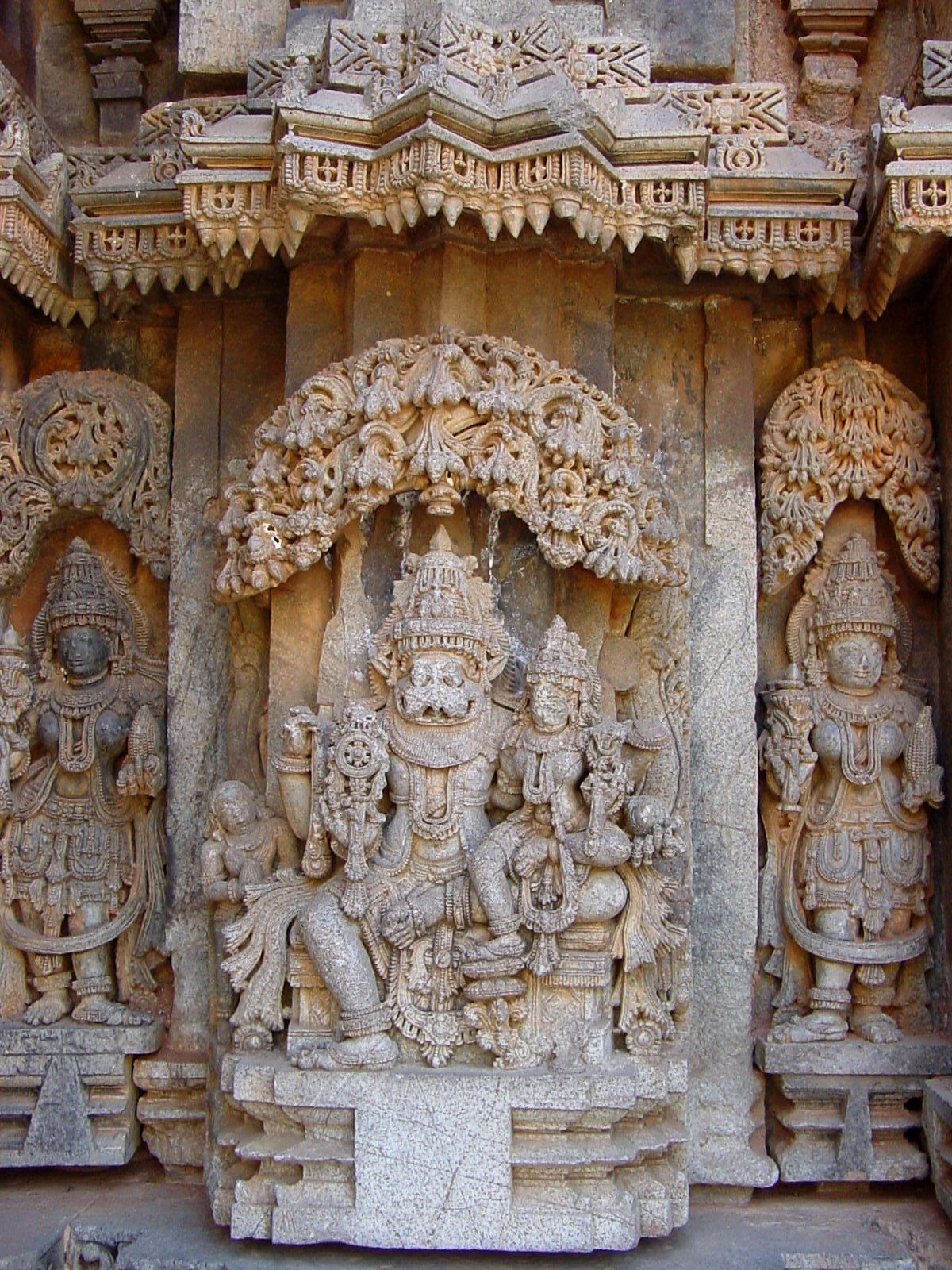
Il tempio Chennakesava di Somnathpur. Le figure laterali tengono nella mano sinistra oggetti simili ad una pannocchia di granturco

Alcuni dettagli di intaglio risalenti al XII secolo, nel Karnataka, che apparivano come pannocchie di mais (Zea mays), un prodotto del Nuovo Mondo, furono interpretati da Carl Johannessen nel 1989 come prova del contatto pre-colombiano. Queste ipotesi furono respinte da diversi ricercatori indiani basandosi su diverse linee di evidenza. Alcuni hanno considerato l'oggetto come Muktaphala, un frutto immaginario ornato di perle.

## Affermazione di contatti con Africa e Medio Oriente

### Affermazione sui contatti con l'Africa

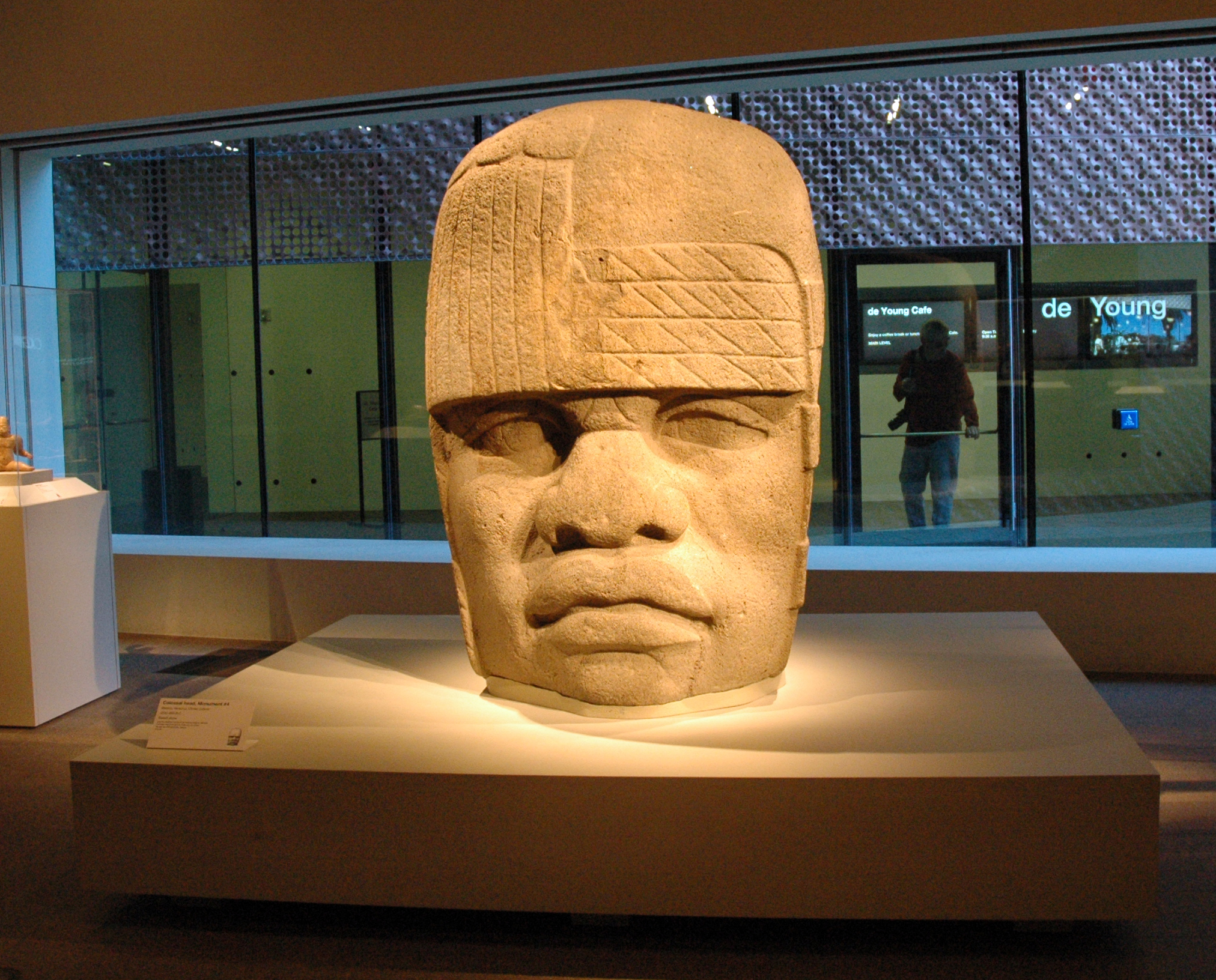
Diverse grandi teste olmeche hanno tratti che alcuni diffusionisti collegano agli africani

Le rivendicazioni proposte di una presenza africana in Mesoamerica derivano da attributi della cultura olmeca, come il trasferimento di piante africane nelle Americhe, confermate da fonti storiche europee e arabe e da alcuni studi genetici sulle popolazioni messicane.
La cultura Olmeca è esistita da circa il 1200 al 400 a.C. L'idea che gli Olmechi fossero imparentati con gli africani fu suggerita da José Melgar, che scoprì la prima testa colossale a Hueyapan (ora Tres Zapotes) nel 1862. Più recentemente, Ivan Van Sertima ha sostenuto che queste statue raffigurano coloni o esploratori provenienti dall'Africa, ma le sue opinioni sono state obiettivo di una severa critica accademica.
Africa and the Discovery of America di Leo Wiener suggerisce similitudini tra i Mandingo e i simboli religiosi dei nativi mesoamericani, come il serpente alato e il disco solare o Quetzalcoatl nonché termini con radici mandingo, che condividono significati simili in entrambe le culture come "kore", "gadwal" e "qubila" (in arabo) o "kofila" (in mandingo).
Fonti nord africane descrivono ciò che alcuni considerano essere state delle visite nel Nuovo Mondo da parte di una flotta del Mali nel 1311.
Secondo l'estratto del diario di Cristoforo Colombo, fatto da Bartolomé de Las Casas, lo scopo del terzo viaggio di Colombo era quello di testare sia le affermazioni di re Giovanni II del Portogallo secondo cui «erano state trovate le canoe che partivano dalla costa della Guinea [Africa occidentale] e navigavano verso ovest con le merci», e le affermazioni degli abitanti nativi dell'isola caraibica di Hispaniola secondo i quali «da sud e da sud-est erano venuti i neri, le cui lance erano fatte di metallo chiamato guanín [...] una lega costituita da 32 parti: 18 d'oro, 6 d'argento e 8 di rame." Un'altra affermazione a sostegno è stata fatta da Washington Irving, nella sua Vita di Colombo, il quale scrisse che nel 1503, quando Colombo era sulla Costa dei Mosquito, «non c'era oro puro e tutti i loro ornamenti erano di guanin; ma gli indigeni assicurarono all'Adelantado che procedendo lungo la costa, le navi sarebbero presto arrivate in un paese dove l'oro era in grande abbondanza».

#### Affermazione di immigrazione pre-Clovis dall'Africa
La ricercatrice brasiliana Niede Guidon, che guidò gli scavi nel sito di Pedra Furada "... disse di credere che gli umani ... sarebbero potuti arrivare non via terra dall'Asia ma in barca dall'Africa", con un viaggio che si sarebbe svolto 100.000 anni addietro. Michael R. Waters, un geoarcheologo presso la Texas A&M University ha notato l'assenza di prove genetiche nelle popolazioni moderne per supportare l'ipotesi della Guidon.

### Affermazione sul coinvolgimento di contatti arabi
I primi resoconti cinesi delle spedizioni musulmane affermano che i marinai musulmani raggiunsero una regione chiamata Mulan Pi ("pelle di magnolia") (木蘭皮T, Mùlán PíP, Mu-lan-p'iW). Mulan Pi è menzionata in Lingwai Daida (1178) di Zhou Qufei e Zhufan Zhi (1225) di Zhao Rugua, entrambi riferentesi ai "Sung Document". Mulan Pi era normalmente identificata come Spagna ai tempi della dinastia almoravide (Al-Murabitun), sebbene alcune teorie marginali sostengano che fosse invece una parte delle Americhe.
Un sostenitore del fatto che Mulan Pi fosse parte delle Americhe è Hui-lin Li, nel 1961, e mentre Joseph Needham era anche aperto ad una probabilità, dubitava che le navi arabe in quel periodo sarebbero state in grado di resistere a un viaggio di ritorno su una così lunga distanza attraverso l'Oceano Atlantico e sottolineava che un viaggio di ritorno sarebbe stato impossibile senza la conoscenza dei venti e delle correnti prevalenti.
Secondo lo storico musulmano Abu al-Hasan 'Ali al-Mas'udi (871-957), Khashkhash Ibn Saeed Ibn Aswad (in arabo خشخاش بن سعيد بن اسود‎?), nell'889 salpò verso l'oceano Atlantico e scoprì una terra sconosciuta (in arabo أرض مجهولة‎? traslitterato in Ard Majhoola), facendo ritorno con un carico di tesori e preziosi.

### Affermazione su contatti con gli antichi fenici
Usando l'oro ottenuto dall'espansione del commercio costiero lungo la costa africana occidentale, la Cartagine fenicia, nel 350 a.C., coniò stateri d'oro recanti, sul retro, quella che è stata interpretata come una mappa del Mediterraneo con le Americhe mostrate a ovest attraverso l'Atlantico. I resoconti della scoperta di putative monete cartaginesi nel Nord America sono basati su repliche moderne, che potrebbero essere state sepolte in siti, dal Massachusetts al Nebraska, al fine di confondere e fuorviare indagini archeologiche.
Secondo lo studioso italiano Lucio Russo, prima della distruzione di Cartagine, i fenici possedevano le conoscenze della presenza di un continente o per lo meno di isole al di là dell'Atlantico. Per lo studioso le Piccole Antille sarebbero state identificate con le Isole Fortunate, ma dopo il collasso culturale provocato dalla distruzione di Cartagine si sarebbe mantenuto un vago ricordo di questi viaggi transoceanici e le Isole Fortunate finirono per essere identificate con le Isole Canarie. Russo ha ipotizzato un probabile arrivo dei Fenici nelle Americhe nelle sue analisi filologiche della Geografia di Tolomeo. Nel libro di Tolomeo, vengono date le coordinate delle Isole Fortunate ma allo stesso tempo sono ristrette le dimensioni del mondo di un terzo rispetto a quelle misurate da Eratostene. Russo osserva che attribuendo quelle coordinate alle Antille, il mondo torna alla giusta dimensione, la descrizione geografica data da Tolomeo si adatta molto meglio e certe deformazioni sconcertanti nella mappa del mondo di Tolomeo scompaiono. Russo sostiene che le coordinate delle Antille devono essere state note alla fonte di Tolomeo, Ipparco. Ipparco viveva a Rodi e potrebbe aver ottenuto queste informazioni dai marinai fenici, dato che a quei tempi avevano il pieno controllo del Mediterraneo occidentale.
Ci sono anche autori moderni (ad es. Valerio Manfredi) che ritengono che all'interno delle conoscenze fenicio e poi greche, le Isole Esperidi ma anche le Isole Fortunate rappresentino le isole del continente americano.

### Affermazione sul contatto con gli antichi ebrei

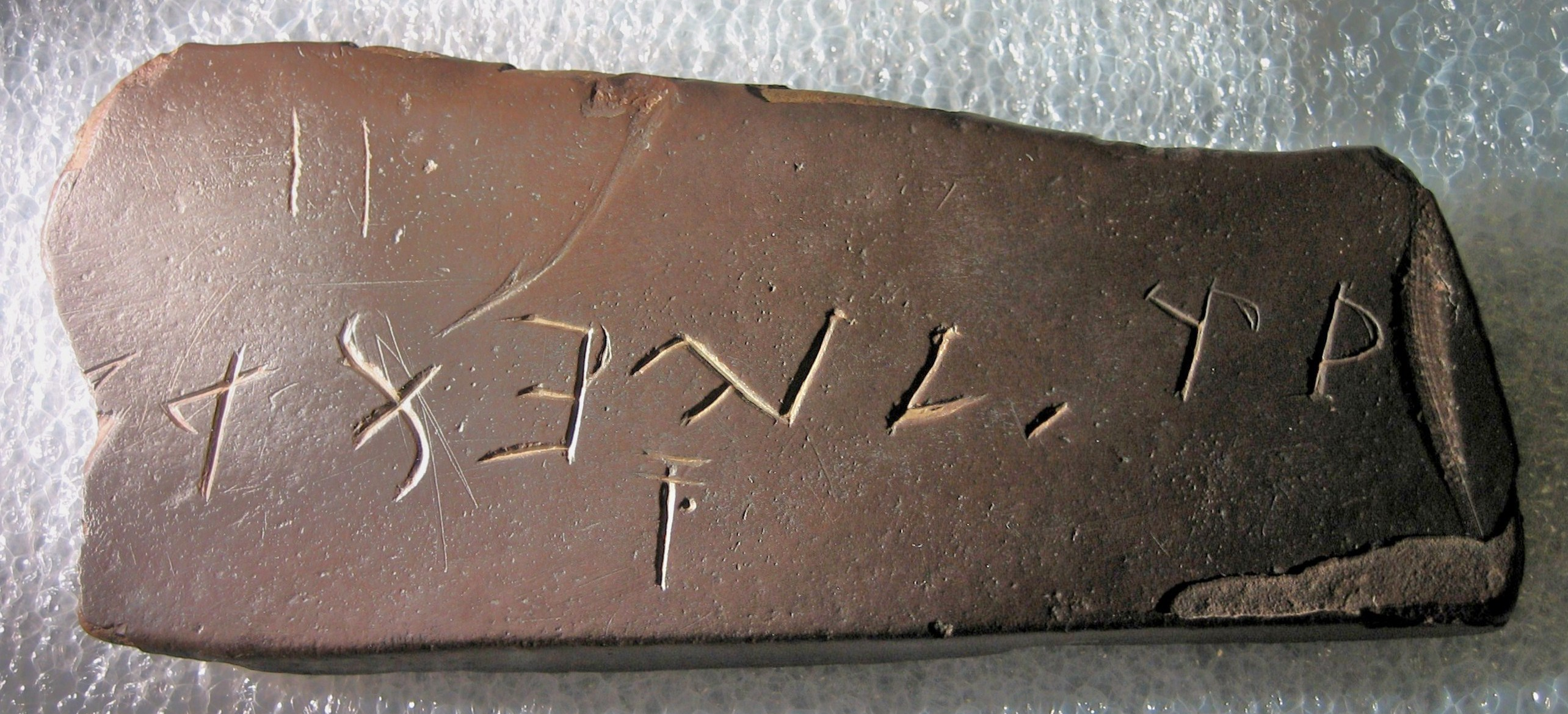
L'iscrizione di Bat Creek

L'iscrizione di Bat Creek e la pietra decalogo di Los Lunas hanno portato alcuni a suggerire la possibilità che marinai Ebrei possano essere andati in America dopo essere fuggiti dall'Impero romano al tempo delle guerre giudaiche.
Lo studioso Cyrus H. Gordon credeva che i fenici e altri gruppi semitici avessero attraversato l'Atlantico nell'antichità, giungendo nell'America del Nord e del Sud. Questa opinione era basata sul suo stesso lavoro sull'iscrizione di Bat Creek. Idee simili erano anche proposte da John Philip Cohane il quale affermò, che molti nomi geografici negli Stati Uniti d'America hanno un'origine semitica.

## Affermazioni sul contatto con europei

### Ipotesi solutreana

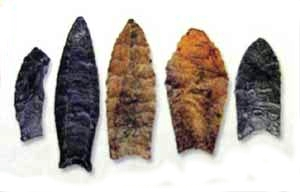
Esempi di punte di lance della civiltà di Clovis e di altre civiltà paloindiane, marcatrici di culture archeologiche nel nord-est del Nord America

L'ipotesi solutreana sostiene che gli europei migrarono nel Nuovo Mondo durante l'era del Paleolitico, circa dal 16.000 al 13.000 dell'era volgare. Questa ipotesi propone il contatto in parte sulla base delle somiglianze percepite tra gli strumenti di selce della cultura solutreana nella Francia moderna, in Spagna e in Portogallo (che prosperò tra il 20.000 e il 15.000 a.C.) e la cultura Clovis del Nord America, che si sviluppò intorno al 9000 a.C.
L'ipotesi che venne proposta a metà degli anni 1990, ha scarso supporto tra la comunità scientifica e i marcatori genetici non sono coerenti con l'idea.

### Affermazione sui contatti con gli antichi romani
Prove di contatti con le civiltà dell'antichità classica - principalmente con l'Impero romano, ma a volte anche con altre culture del tempo - si basano su reperti archeologici isolati in siti americani che hanno avuto origine nel Vecchio Mondo. La Baia delle Giare in Brasile, da oltre 150 anni, ha fatto rinvenire antichi vasetti di argilla, che ricordano le anfore romane. È stato ipotizzato che l'origine di questi vasi possa essere stato un relitto romano, anche se si è detto che potrebbero essere vasi di olio d'oliva spagnoli del XV o XVI secolo.
Romeo Hristov sostiene che una nave romana, o la deriva di un tale naufragio sulle coste americane, è una possibile spiegazione di reperti archeologici (come la testa barbuta Tecaxic-Calixtlahuaca) dell'antica Roma in America. Hristov sostiene che la possibilità di un tale evento è stata resa più probabile dalla scoperta di prove di viaggi dei romani a Tenerife e Lanzarote nelle Canarie, e di un insediamento romano (dal I secolo a.C. al IV secolo) sull'isola di Lanzarote.

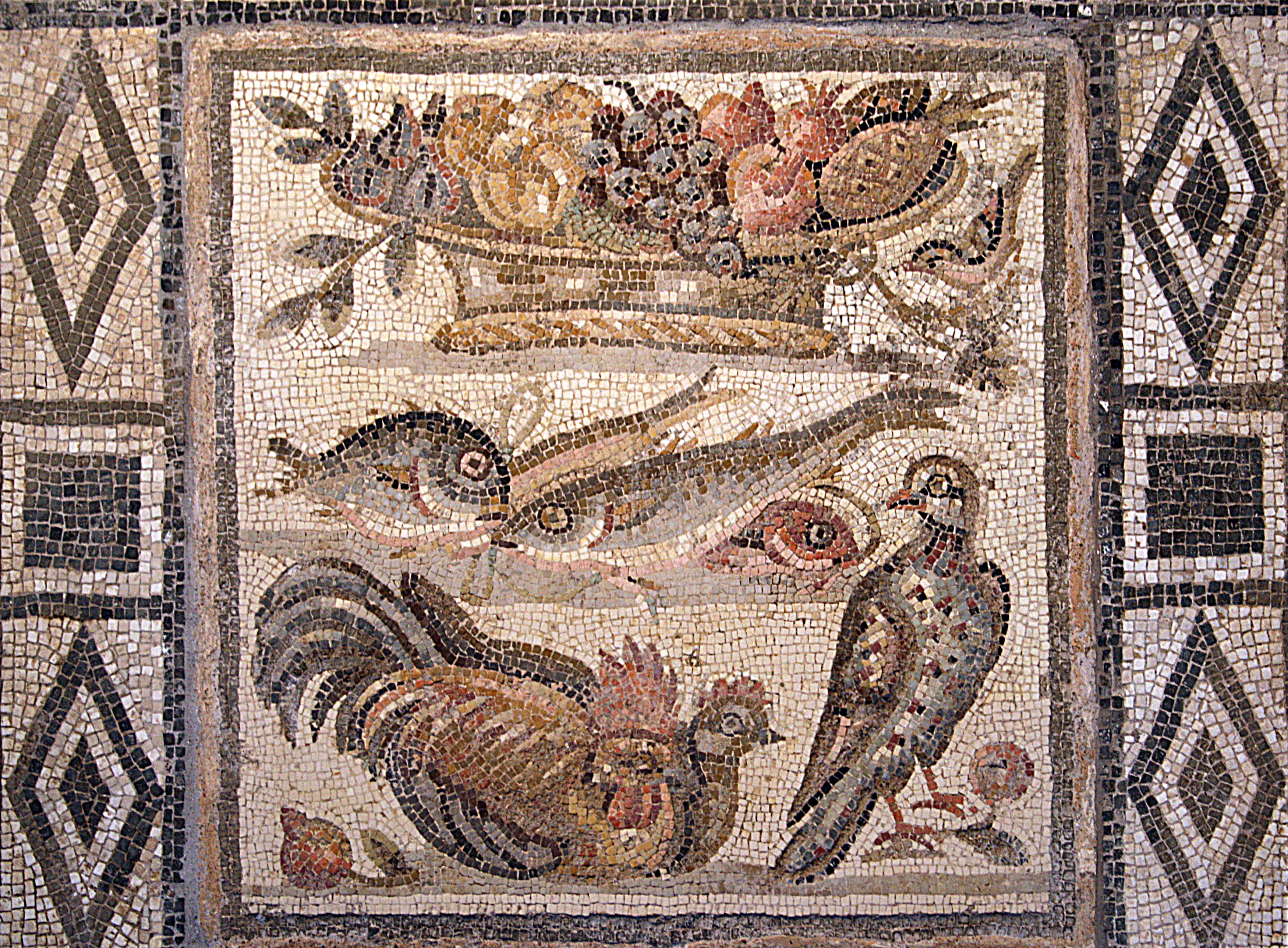
Mosaico pavimentale raffigurante un frutto che sembra un ananas. Opus vermiculatum, opere d'arte romana della fine del I secolo a.C./inizio del I secolo

Nel 1950, un botanico italiano, Domenico Casella, suggerì che tra le pitture murali di frutti mediterranei a Pompei era rappresentato un ananas. Secondo Wilhelmina Feemster Jashemski, questa interpretazione è stata contestata da altri botanici, che identificarono una pigna di pino ad ombrello, che è originario dell'area mediterranea.

#### Testa Tecaxic-Calixtlahuaca
Una piccola scultura di terracotta a forma di testa, con barba e tratti simili a quelli europei, fu trovata nel 1933 (nella valle di Toluca, 72 chilometri a sud-ovest di Città del Messico) in una sepoltura sita sotto tre pavimenti intatti di un edificio pre-coloniale datato tra il 1476 e il 1510. Il manufatto è stato studiato dall'esperto d'arte romana, Bernard Andreae, direttore emerito dell'Istituto tedesco di archeologia di Roma, e dall'antropologo austriaco Robert von Heine-Geldern. Entrambi dichiararono che lo stile del manufatto era compatibile con le piccole sculture romane del II secolo. Se genuino e se non collocato lì dopo il 1492 (la ceramica trovata risale al 1476 e al 1510) la scoperta fornisce prove per almeno un contatto casuale tra il Vecchio e il Nuovo Mondo.
Secondo Michael E. Smith, dell'università statale dell'Arizona John Paddock, un importante studioso mesoamericano, era solito dire ai suoi allievi, negli anni precedenti alla sua morte, che il manufatto era uno scherzo di Hugo Moedano, uno studente che originariamente lavorava nel sito. Nonostante avesse parlato con persone che conoscevano lo scopritore originale (García Payón), e Moedano, Smith affermava di non essere stato in grado di confermare o respingere questa ipotesi. Anche se rimase scettico, Smith ammise di non poter escludere la possibilità che la testa fosse un'offerta genuinamente post-classica sepolta a Calixtlahuaca.

### Contatto con l'Europa del XIV e XV secolo
Henry Sinclair I, conte delle Orcadi un feudatario di Roslin (c. 1345 – c. 1400) era un nobile scozzese. Oggi è noto a causa di una leggenda moderna secondo la quale prese parte alle esplorazioni della Groenlandia e del Nord America quasi 100 anni prima di Cristoforo Colombo. Nel 1784, fu identificato da Johann Reinhold Forster come probabile principe Zichmni descritto in lettere presumibilmente scritte intorno all'anno 1400 dai fratelli Zeno di Venezia, in cui descrivono un viaggio attraverso l'Atlantico del Nord sotto il comando di Zichmni.
Henry era il nonno di William Sinclair, I conte di Caithness, il costruttore della cappella di Rosslyn (vicino a Edimburgo, in Scozia). Gli autori Robert Lomas e Christopher Knight credono che alcune incisioni nella cappella siano pannocchie di mais del Nuovo Mondo. Questa coltura era sconosciuta in Europa al momento della costruzione della cappella e non fu coltivata lì fino a diverse centinaia di anni dopo. Knight e Lomas osservano queste incisioni come prove a sostegno dell'idea che Henry Sinclair viaggiò nelle Americhe ben prima di Colombo. Nel loro libro discutono dell'incontro con la moglie del botanico Adrian Dyer e questa disse loro che il marito era d'accordo sul fatto che l'immagine che si pensa fosse mais era molto accurata. Infatti Dyer trovò solo una pianta identificabile tra le sculture botaniche e suggerì che il "mais" e "aloe" erano motivi di legno stilizzati, e solo per coincidenza sembravano piante vere. Gli specialisti in architettura medievale interpretano queste incisioni come raffigurazioni stilizzate di grano, fragole o gigli.

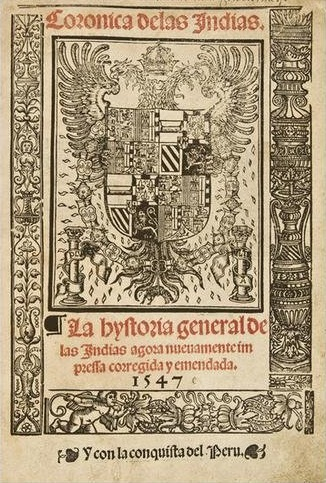
Edizione del 1547 de La historia general de las Indias, di Oviedo

Alcuni hanno ipotizzato che Colombo fosse riuscito a convincere i re cattolici di Castiglia e Aragona a sostenere il suo viaggio solo perché erano a conoscenza di qualche recente viaggio precedente attraverso l'Atlantico . Alcuni suggeriscono che Colombo stesso visitò il Canada o la Groenlandia prima del 1492, perché Bartolomé de Las Casas scrisse che, nel 1477, aveva navigato oltre 100 leghe verso un'isola che chiamò Thule. Se effettivamente lo fece e quale isola visitò, non è chiaro. Si pensa che Colombo abbia visitato Bristol nel 1476. Bristol fu anche il porto dal quale Giovanni Caboto salpò nel 1497, con equipaggio composto per lo più da marinai di Bristol. In una lettera del tardo 1497 o dell'inizio del 1498 il mercante inglese John Day scrisse a Colombo delle scoperte di Caboto, affermando che la terra trovata da Caboto era stata "scoperta in passato dagli uomini di Bristol che trovarono il "Brasile" come sa la vostra signoria". Potrebbero esserci tracce di spedizioni da Bristol alla ricerca dell'isola leggendaria "Hy-Brasil" nel 1480 e nel 1481. Il commercio tra Bristol e l'Islanda è ben documentato dalla metà del XV secolo.
Gonzalo Fernández de Oviedo y Valdés registra numerose leggende del genere nella sua General y natural historia de las Indias del 1526, che include informazioni biografiche su Colombo. Discusse della storia allora molto nota di una caravella spagnola che fu spazzata via durante il suo viaggio verso l'Inghilterra, e finì in una terra straniera popolata da tribù di uomini nudi. L'equipaggio raccolse provviste e fece ritorno in Europa, ma il viaggio durò diversi mesi e il capitano e la maggior parte degli uomini morirono prima di raggiungere la terra. Il pilota della nave, un uomo chiamato Alonso Sánchez, e pochissimi altri arrivarono in Portogallo, ma tutti molto malati. Colombo era un buon amico del pilota, e lo portò a farsi curare a casa sua, e il pilota descrisse la terra che avevano visto e la segnò su una mappa prima di morire. La gente ai tempi di Oviedo conosceva questa storia in diverse versioni, ma Oviedo la considerava un mito.
Nel 1925, Soren Larsen scrisse un libro sostenendo che una spedizione congiunta danese-portoghese approdò a Terranova nel 1473 e nel 1476. Larsen sosteneva che Didrik Pining e Hans Pothorst erano capitani, mentre João Vaz Corte-Real e il possibile mitico John Scolvus fungevano da navigatori, accompagnati da Álvaro Martins. Non è stato trovato nulla, al di là di prove indiziarie, a supporto delle affermazioni di Larsen.

### Leggende irlandesi e gallesi

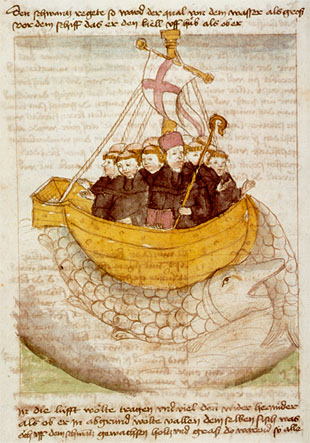
San Brendano e la balena, da un manoscritto del XV secolo

La leggenda di San Brendano, un monaco irlandese, riguarda un fantastico viaggio nell'Oceano Atlantico in cerca del Paradiso nel corso del VI secolo. Dalla scoperta del Nuovo Mondo, vari autori hanno cercato di collegare la leggenda di Brendano con una scoperta dell'America. Nel 1977 il viaggio fu ricreato con successo da Tim Severin usando un antico currach irlandese.
Secondo un mito britannico, Madoc era un principe del Galles che esplorò le Americhe già nel 1170. Mentre la maggior parte degli studiosi considera questa leggenda come non vera, fu usata come giustificazione per le rivendicazioni britanniche sulle Americhe, basate sul fatto che un inglese era arrivato prima di altre nazionalità europee.
Il biologo e controverso epigrafista dilettante, Barry Fell, afferma che la scrittura irlandese Ogham è stata trovata scolpita in pietre nella Virginia. Il linguista David H. Kelley ha criticato alcune delle opere di Fell, ma nondimeno ha sostenuto che autentiche iscrizioni celtiche Ogham sono state scoperte in America. Tuttavia, altri hanno sollevato seri dubbi su queste affermazioni.

## Affermazioni su coca e tabacco nell'antico Egitto

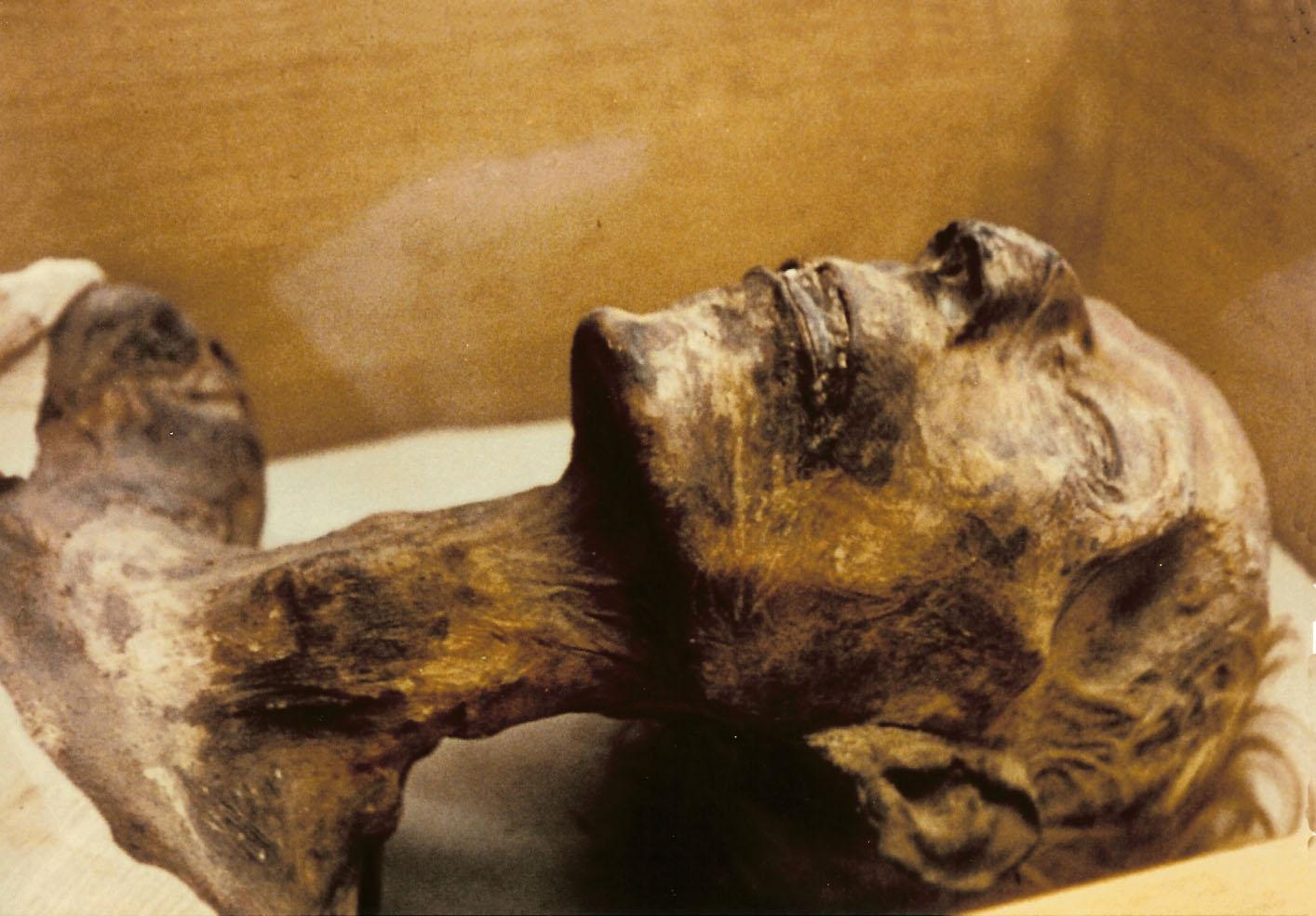
La mummia di Ramses II

Tracce di coca e nicotina trovate in alcune mummie egiziane hanno portato alla speculazione che l'antico Egitto potrebbe aver avuto dei contatti con il Nuovo Mondo. La scoperta iniziale si deve ad una tossicologa tedesca, Svetlana Balabanova, dopo aver esaminato la mummia di una sacerdotessa chiamata Henut Taui. I test sul fusto del capello, eseguiti per escludere la contaminazione, hanno dato gli stessi risultati.
Una trasmissione televisiva ha riportato che l'esame di numerose mummie sudanesi, intrapreso dalla Balabanova, rispecchiava ciò che si era trovato nella mummia di Henut Taui. La Balabanova disse che il tabacco avrebbe potuto essere considerato come plausibile poiché potrebbe anche essere stato conosciuto in Cina e in Europa, come indicato da analisi condotte su resti umani provenienti da quelle regioni e che tali piante, originarie delle Americhe, potrebbero essersi sviluppate indipendentemente, ma da allora potevano essersi estinte. Altre spiegazioni suppongono la frode, anche se il curatore Alfred Grimm del Museo Egizio di Monaco di Baviera contesta questa ipotesi. Scettica sulle scoperte della Balabanova, Rosalie David, curatrice dell'Egittologia al Manchester Museum, ha effettuato test simili su campioni prelevati dalle mummie presenti nel museo di Manchester e ha riferito che due dei campioni di tessuto e un campione di capelli sono risultati positivi alla nicotina. Fonti di nicotina diverse dal tabacco e fonti di cocaina nel Vecchio Mondo sono contestate dal biologo britannico Duncan Edlin.
La maggior parte degli studiosi rimangono scettici, e non vedono questo come prova di antichi contatti tra l'Africa e le Americhe, soprattutto perché potrebbero esserci possibili fonti del Vecchio Mondo. Due tentativi di replicare le scoperte di cocaina, fatte dalla Balabanova, non ebbero esito positivo, suggerendo "che sia la Balabanova che i suoi associati interpretarono erroneamente i loro risultati o che i campioni di mummie da loro testati erano stati misteriosamente esposti alla cocaina".
Un riesame, negli anni 1970, della mummia di Ramses II rivelò la presenza di frammenti di foglie di tabacco nell'addome. Questo divenne un argomento molto discusso nella letteratura marginale e nei media e fu visto come prova di contatto tra l'Antico Egitto e il Nuovo Mondo. L'investigatore, Maurice Bucaille, notò che quando la mummia fu srotolata, nel 1886, l'addome fu lasciato aperto e che "non era più possibile attribuire alcuna importanza alla presenza all'interno della cavità addominale di qualsiasi materiale trovato lì, dal momento che il materiale avrebbe potuto provenire dall'ambiente circostante." Dopo la rinnovata discussione sulla presenza di tabacco scatenata dalla ricerca della Balabanova e la sua menzione in una pubblicazione di Rosalie David del 2000, uno studio sulla rivista "Antiquity" ha suggerito che le segnalazioni di tabacco e cocaina nelle mummie "ignorarono le loro storie post-scavo" e precisò che la mummia di Ramses II era stata spostata cinque volte tra il 1883 e il 1975.

### Ritrovamento di DNA islandese
Nel 2010 Sigríður Sunna Ebenesersdóttir ha pubblicato uno studio genetico che dimostra che oltre 350 abitanti islandesi viventi avevano un DNA mitocondriale di un nuovo tipo simile al tipo presente solo nelle popolazioni native americane e dell'Asia orientale. Usando il database deCODE genetics, Sigríður Sunna determinò che il DNA era entrato nella popolazione islandese non più tardi del 1700, e probabilmente diversi secoli prima. Tuttavia Sigríður Sunna affermò anche che "... mentre un'origine nativa americana sembra più probabile per [questo nuovo aplogruppo], non può essere esclusa un'origine asiatica o europea".

### Saghe e leggende norrene

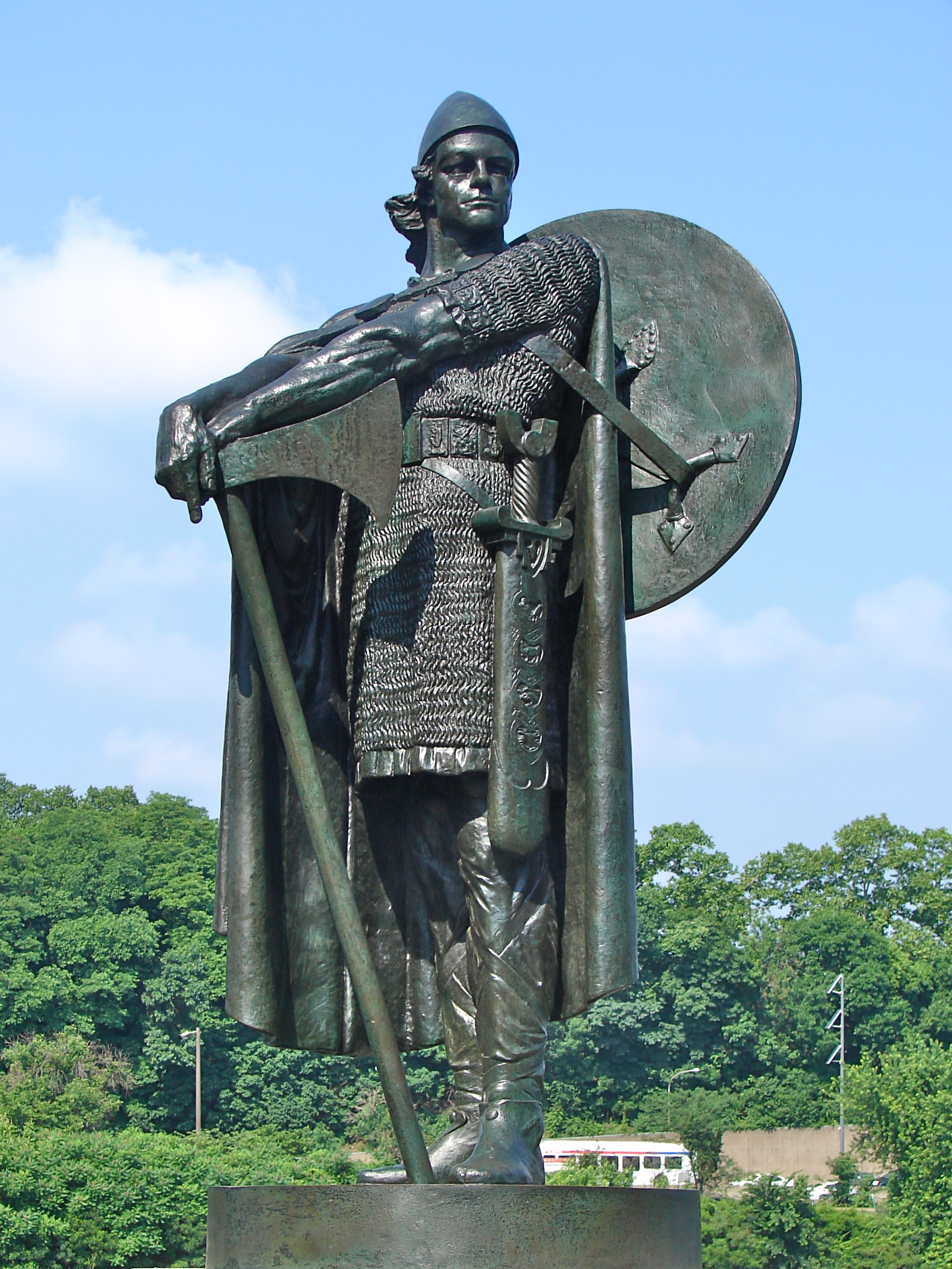
Statua di Thorfinn Karlsefni

Nel 1009, le leggende riportano che l'esploratore norvegese Thorfinn Karlsefni rapì due bambini a Markland, un'area del continente nordamericano che gli esploratori norreni visitarono ma non vi si stabilirono. I due bambini furono poi portati in Groenlandia, dove furono battezzati e impararono a parlare il norvegese.
Nel 1420, il geografo danese Claudius Clavus Swart scrisse che personalmente aveva visto "pigmei" della Groenlandia catturati dai Norreni in una piccola barca di pelle. La loro imbarcazione era appesa nella Cattedrale di Nidaros a Trondheim insieme a un'altra barca più lunga, anch'essa dei "pigmei". La descrizione di Clavus Swart si adatta agli Inuit e a due delle loro barche, kayak e umiak. Allo stesso modo, il sacerdote svedese Olaus Magnus scrisse nel 1505 di aver visto, nella Cattedrale di Oslo, due barche di cuoio prese decenni prima. Secondo Olaus, le barche furono catturate dai pirati della Groenlandia da un Haakon, che avrebbe collocato l'evento nel XIV secolo.
Nella biografia di Fernando Colombo, del padre Cristoforo, si dice che nel 1477 il padre vide a Galway, Irlanda, due cadaveri a riva nella loro barca. I corpi e la barca erano di aspetto esotico, e si disse fossero degli Inuit che si erano allontanati dalla loro rotta.

### Inuit
Si dice che i norvegesi portavano gli altri popoli indigeni in Europa come schiavi nei secoli successivi, poiché erano noti per aver preso schiavi scozzesi e irlandesi.
Ci sono anche testimonianze di Inuit che arrivarono in Europa per loro iniziativa o prigionieri dopo il 1492. Una consistente collezione di folklore groenlandese inuit, raccolto per la prima volta nel XIX secolo, raccontava di viaggi in barca verso Akilineq, qui raffigurato come un paese ricco al di là dell'oceano.
I contatti precolombiani tra Alaska e penisola di Kamchatka, attraverso le subartiche isole Aleutine, sarebbero stati concepibili ma le due ondate di insediamenti su questo arcipelago iniziarono dal lato americano e la loro continuazione occidentale, isole del Commodoro, rimase disabitata fino a dopo che Vitus Bering incontrò gli Aleuti nel 1741. Non ci sono prove genetiche o linguistiche di contatti precedenti lungo questa rotta.

## Affermazioni di carattere religioso

### Speculazione del XVII secolo
Nel 1650, un predicatore britannico di Norfolk, Thomas Thorowgood, pubblicò Jewes in America or Probabilities that the Americans are of that Race ("Gli ebrei in America o Probabilità che gli americani siano di quella razza"), per la società missionaria del New England. Tudor Parfitt scrisse:
(Tudor Parfitt, The Lost Tribes of Israel: The History of a Myth)
Nel 1652, un autore inglese di storia e teologia, Hamon L'Estrange, pubblicò Americans no Jews, or improbabilities that the Americans are of that Race ("Americani non ebrei, o improbabilità che gli americani siano di quella razza") in risposta al trattato di Thorowgood. In risposta a L'Estrange, Thorowgood pubblicò una seconda edizione del suo libro, nel 1660, con un titolo rivisto e includeva una prefazione scritta da John Eliot, un missionario Puritano che aveva tradotto la Bibbia in una lingua indiana.

### Insegnamenti dei mormoni

Stele Izapa 5

Il Libro di Mormon, testo sacro del Movimento dei Santi degli ultimi giorni, pubblicato dal fondatore e capo Joseph Smith nel 1830 all'età di ventiquattro anni, afferma che alcuni antichi abitanti del Nuovo Mondo discendono da popoli semitici giunti dal Vecchio Mondo. Gruppi mormoni come Foundation for Ancient Research and Mormon Studies tentano di studiare ed espandere queste idee ma il consesso scientifico respinge queste affermazioni.
La National Geographic Society, in una lettera del 1998 all'Institute for Religious Research, affermava: "Gli archeologi e altri studiosi hanno a lungo interrogato il passato dell'emisfero e la società non sa nulla di ciò che è detto nel Libro di Mormon."
Alcuni studiosi dei Santi degli ultimi giorni ritengono che lo studio archeologico delle affermazioni del Libro di Mormon non sia inteso a giustificare la narrativa letteraria. Ad esempio, Terryl Givens, professore di inglese presso l'Università di Richmond, sottolinea che c'è una mancanza di accuratezza storica nel Libro di Mormon in relazione alle moderne conoscenze archeologiche.
Negli anni 1950, il professor M. Wells Jakeman rese popolare la convinzione che la Stele Izapa 5 rappresentasse i profeti del Libro di Mormon, Lehi e Nefi, nell'albero della visione della vita, a conferma della storicità delle affermazioni di insediamento precolombiano nelle Americhe. Le sue interpretazioni dell'intaglio e la sua connessione con il contatto precolombiano sono state ampiamente contestate. Da quel momento, gli studiosi del Libro di Mormon si sono concentrati sui paralleli culturali piuttosto che sulle fonti della "pistola fumante".